# Júdži Hajata
Júdži Hajata (早田 雄二, Hayata Yūji, 30. srpna 1916 – 3. března 1995) byl japonský portrétní fotograf aktivní ve 20. století.

## Životopis
Narodil se 30. srpna 1916. Působil jako specializovaný fotograf pro filmové časopisy Movie Friends a Movie Fans, soustředil se na portrétování hvězd stříbrného plátna, které pořizoval pro společnost Janoman. Zemřel 3. března 1995 ve věku 78 let.